# Exorcism: The Possession of Gail Bowers
Exorcism: The Possession of Gail Bowers è un film statunitense del 2006 diretto da Leigh Scott.

## Trama
Florida, Stati Uniti. Un sacerdote, padre Thomas Bates, è chiamato ad esorcizzare Gail Bowers, posseduta da forze maligne. Padre Bates viene avvertito del problema da una coppia locale, Anne Clark e Pederson. Clark, un operaio della Blackthorn Industries, gli racconta dei problemi che il vicinato ha avuto a causa della possessione di Gail che la scienza medica non è riuscita a comprendere. Padre Bates Gail visita la casa e comincia ad eseguire un esorcismo durante il quale le forze malevole in possesso di Gail cominciano a combattere contro il prete e si rivelano per la prima volta.

## Produzione
È un B movie prodotto da The Asylum, società specializzata nelle produzioni di film a basso costo per il circuito direct-to-video. Come molti film dell'Asylum, anche questo è stato prodotto per sfruttare il successo di un film uscito da poco tempo, precisamente The Exorcism of Emily Rose.
Il film è stato girato a Inglewood e Los Angeles, in California nel 2006.

## Distribuzione
Il film è stato distribuito il 31 gennaio 2006 negli Stati Uniti con il titolo Exorcism: The Possession of Gail Bowers; il 4 agosto 2006 in Giappone; il 20 settembre 2007 in Ungheria; in Grecia con il titolo O exorkistis tis Gail.